# Tonito Francisco Xavier Muananoua
Tonito Francisco Xavier Muananoua (Invinha, 6 de junho de 1972) é um prelado moçambicano da Igreja Católica, atual bispo auxiliar de Maputo.

## Biografia
Estudou no Seminário Preparatório de Quelimane e depois, no Seminário Filosófico Santo Agostinho da Matola e no Seminário Teológico Interdiocesano São Pio X de Maputo, obtendo o bacharelado em teologia.
Foi ordenado padre em 13 de outubro de 2003, pela Diocese de Gurué.
Foi vigário paroquial da Catedral de Santo António de Lisboa de Gurue, formador no Seminário Preparatório Interdiocesano Santo Agostinho em Quelimane e fez a licenciatura em teologia pastoral, na Pontifícia Faculdade Teológica Teresianum em Roma, em 2010. Foi diretor do Secretariado Diocesano de Pastoral entre 2010 e 2011, quando foi nomeado prefeito de estudos e, em 2012, reitor do Seminário Filosófico Santo Agostinho da Matola e professor do Seminário Teológico Interdiocesano São Pio X de Maputo, entre 2013 e 2018; entre 2019 e 2023 foi chanceler da Diocese de Gurué e entre 2022 e 2023, foi pároco da Sé de Santo António de Lisboa em Gurué e vigário-geral da diocese.
Em 1 de março de 2023, o Papa Francisco o nomeou como bispo auxiliar de Maputo, concedendo o título de bispo titular de Œscus. Foi consagrado em 23 de abril do mesmo ano, na Catedral de Maputo, pelo núncio apostólico em Moçambique, Dom Piergiorgio Bertoldi, coadjuvado por Dom João Carlos Hatoa Nunes, arcebispo coadjutor de Maputo e por Dom Inácio Lucas Mwita, bispo de Gurué.